# Đuro VI. Gruzijski
Đuri VI. Gruzijski (gruz. გიორგი VI მცირე Giorgi VI Mtsire) (???? - 1313.), bio je gruzijski kralj iz dinastije Bagrationi. Vladao je Gruzijom od 1311. do 1313. godine.
Bio je sin kralja Davida VIII., nakon čije smrti, 1311. godine, je imenovan gruzijskim kraljem, odnosno samo istočnim dijelom države. Vladao je pod namjesništvom svog ujaka Đure V. Briljantnog, a umro je maloljetan 1313. godine. 

## izvori
- Cyrille Toumanoff, Les dynasties de la Caucasie chrétienne de l'Antiquité jusqu'au XIXe siècle : Tables généalogiques et chronologiques, Rome, 1990, p. 138. (fr)
- A. Manvelichvili, Histoire de la Géorgie, Nouvelles Éditions de la Toison d'Or, Parigi, 1951. (fr)